# Silver Lake Partners
Silver Lake Partners è una società di private equity fondata nel 1999. Silver Lake Partners ha uffici a Menlo Park, Londra, New York, Cupertino, Tokyo, Hong Kong e Shanghai.
L'attività di Silver Lake Partners si concentra su tre linee di investimento, che conducono investimenti specifici.
La società gestisce oltre 98 miliardi di dollari di asset in gestione.

## Strategie di investimento
Silver Lake opera attraverso quattro strategie principali, tutte focalizzate sugli investimenti tecnologici:
- Silver Lake Partners effettua investimenti di private equity in società tecnologiche a grande capitalizzazione e abilitate alla tecnologia. Silver Lake Partners comprende la maggior parte del patrimonio della società in gestione.[3]
- Silver Lake Alpine effettua investimenti azionari e obbligazionari strutturati in società tecnologiche e abilitate alla tecnologia.
- Silver Lake Waterman fornisce capitale di crescita, tramite un prodotto di debito di crescita proprietario, a società in fase di crescita in fase avanzata nei settori tecnologici e abilitati alla tecnologia.[4]
- Silver Lake Long Term Capital è una strategia a lungo termine che consente un ampio mandato di investimenti in titoli di debito e azionari in aree geografiche e settori diversi.[5]

## Investimenti importanti
I più importanti investimenti (attuati o programmati) sono, in ordine cronologico:
- 2005 Acquisizione di Avago Technologies
- 2006 Acquisizione di SunGard tramite un consorzio formato da: Bain Capital, Blackstone Groupe, Goldman Sachs Capital Partners, Kohlberg Kravis Roberts, Providence Equity Partners e TPG Capital;[6]
- 2006 Acquisizione di NXP Semiconductors[7]
- 2006 Acquisizione di Sabre Holdings[8]
- 2007 Acquisizione di Avaya[9]
- 2009 Skype[10]
- 2011 Alibaba Group[11]
- 2013 Dell[12]
- 2015 Motorola[13]
- 2018 Ant Group[14]
- 2019 10% City Football Group[15]
- 2020 Twitter[16]
- 2020 Airbnb[17]
- 2020 Expedia Group[18]
- 2020 Waymo[19]
- 2020 Klarna[20]
- 2021 33.3% A-League Men[21]
- 2022 Software[22]
- 2022 Facile.it[23]
- 2023 TeamSystem[24]